# اتیبنک
اتیبنک (انگلیسی: Etibank) شرکت خدمات مالی و بانکداری ترکیه‌ای است، که در سال ۱۹۳۵ تأسیس شد.